# Евграфовка (Башкортостан)
Евграфовка (баш. Евграфовка) — деревня в Благовещенском районе Республики Башкортостан Российской Федерации. Входит в состав Покровского сельсовета.

## География

### Географическое положение
Расстояние до:
- районного центра (Благовещенск): 30 км,
- центра сельсовета (Покровка): 7 км,
- ближайшей ж/д станции (Загородная): 58 км.

## История
До 10 сентября 2007 года называлась деревней Орловкой.

## Население
| 2002 | 2009 | 2010 |
| ---- | ---- | ---- |
| 5    | →5   | →5   |